# Рождественское (Ставропольский край)
Рождественское (нем. Fürstendorf — Фюрстендорф) — бывшее село, до 1917 года — Кубанская область, Баталпашинский округ, Рождественская волость; с 1937—1943 гг Орджоникидзевский край, Либкнехтовский / Невинномысский район; в настоящее время — микрорайон города Невинномысск Ставропольского края.

## География
В 3-х верстах к юго-западу от железнодорожной станции Невинномысская.

## История
Рождественское (Фюрстендорф/Fürstendorf), до 1917 - Кубанская обл., Баталпашинский отд., Рождественская вол.; в сов. период - Орджоникидзевский край, Либкнехтовский (Невинномысский) р-н (в наст. время - в сост. г. Невинномысск, Ставропольский край). Кат. село, осн. в 1864. В 3 км к юго-зап. от ж.-д. ст. Невинномысская. Основатели из колонии Семёновское. Кат. приход (1884). Церковь. Сельсовет (1926). Жит.: 222 (1867), 1091 (1894), 1296/1086 нем. (1897), 1924 (1914), 1598 (1918), 2210/1851 нем. (1926).

## Население
В селе проживало 1091 человек в 1894 году; в 1897 году — 1296 человек, из которых 1086 — немцы; 1924 (1914), 1598 (1918), а в 1926 году село насчитывало 2210 жителей, из которых 1851 человека были немецкой национальности.

### Первая всеобщая перепись1897 года
Согласно изданию под редакцией Н. А. Тройницкого «Населённые места Российской империи в 500 и более жителей с указанием всего наличного в них населения и числа жителей преобладающих вероисповеданий, по данным первой всеобщей переписи населения 1897 года»:
- LXV. Кубанская область.
  - Рождественская, станица, Либкнехтовский уезд. Православных — 3002. Мужского населения — 1469, женского населения — 1544, в общем — 3013.
  - Рождественское, село, Баталпашинский округ. Православных — 180. Римско-католиков — 1086. Мужского населения — 642, женского населения — 654, в общем — 1296.